# Sunius propinquus
Sunius propinquus är en skalbaggsart som först beskrevs av Brisout de Barneville 1867.  Sunius propinquus ingår i släktet Sunius, och familjen kortvingar. Arten har ej påträffats i Sverige.